# زیردریایی یو-۴۴۷
زیردریایی یو-۴۴۷ (به انگلیسی: German submarine U-447) یک زیردریایی است که طول آن ۶۷٫۱ متر (۲۲۰ فوت ۲ اینچ) می‌باشد. این زیردریایی در سال ۱۹۴۲ ساخته شد.